# Oliver Hudson

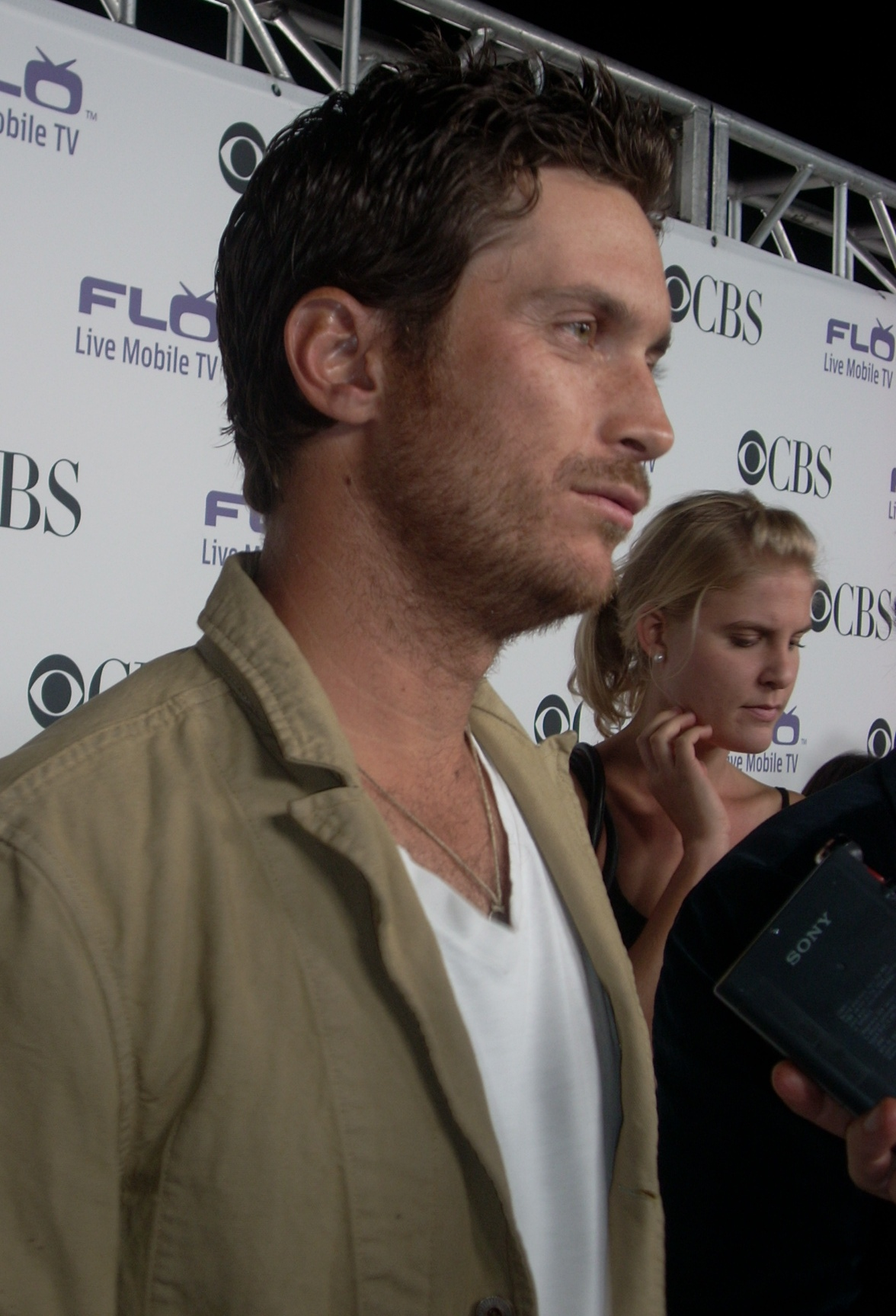
Oliver Hudson (2008)

Oliver Rutledge Hudson (* 7. September 1976 in Los Angeles, Kalifornien) ist ein US-amerikanischer Schauspieler.

## Leben und Karriere
Oliver Hudson wurde 1976 als Sohn von Goldie Hawn und William Louis „Bill“ Hudson in Los Angeles geboren. Er ist der ältere Bruder der Schauspielerin Kate Hudson und hat noch vier weitere Halbgeschwister, darunter der Schauspieler Wyatt Russell. Seit dem 9. Juni 2006 ist er mit der Schauspielerin Erinn Bartlett verheiratet. Die beiden haben zwei gemeinsame Söhne (* 2007, 2010) und eine Tochter (* 2013).
Bisher spielte er größere Fernsehauftritte in Serien wie Dawson’s Creek oder Rules of Engagement. In der zweiten, dritten und im ersten Teil der vierten Staffel von Nashville übernahm er eine größere Nebenrolle als Jeff, Raynas (Connie Britton) neuem Boss bei ihrem Plattenlabel. Hudson spielte bei der World Series of Poker 2005 und verlor bereits in der ersten Starthand sein gesamtes Einsatzkapital.

## Filmografie (Auswahl)
- 1999: Schlaflos in New York (The Out-of-Towners)
- 2002–2003: Dawson’s Creek (Fernsehserie)
- 2004–2005: The Mountain (Fernsehserie)
- 2006: Black Christmas
- 2006: The Breed (Wes Craven’s The Breed)
- 2006: 10.5 – Apokalypse (10.5: Apocalypse)
- 2007: Nora Roberts – Lilien im Sommerwind (Carolina Moon, Fernsehfilm)
- 2007–2013: Rules of Engagement (Fernsehserie)
- 2008: Strange Wilderness
- 2013: Kindsköpfe 2 (Grown Ups 2)
- 2013–2015: Nashville (Fernsehserie)
- 2014: Mädelsabend – Nüchtern zu schüchtern! (Walk of Shame)
- 2015–2016: Scream Queens (Fernsehserie)
- 2018: The Christmas Chronicles
- 2018–2019: Splitting Up Together (Fernsehserie)
- 2022: The Cleaning Lady (Fernsehserie)
- 2023: And Just Like That … (Fernsehserie)